# Bågskytte vid olympiska sommarspelen 2012 - Kvalificering
Varje nationell olympisk kommitté (NOK) får ställa upp med maximalt 6 deltagare, tre per kön, i bågskyttetävlingarna. I de fall där en nation har kvalificerat tre deltagare på antingen dam- eller herrsidan ska de, utöver den individuella tävlingen, även ställa upp i lagtävlingen. 12 NOK:s beräknas kvalificera tillräckligt med deltagare för att ställa upp i lagtävlingen. Alla övriga nationer kan erhålla maximalt en kvotplats till de individuella tävlingarna.
6 platser är reserverade för värdnationen, Storbritannien, och ytterligare 6 bestäms av en speciell kommitté från det internationella förbundet. Följaktligen skall 116 platser delas ut genom kval. I dessa kval kan bågskyttar erhålla kvotplatser till sin nation, dock inte nödvändigtvis till sig själva.
För att tillåtas delta i de olympiska tävlingarna måste man ha uppnått en viss poäng, Minimum Qualification Score (MQS):
- Herrar: 625 poäng i en 70 meters-omgång eller 1230 poäng i en FITA-omgång.
- Damer: 600 poäng i en 70 meters-omgång eller 1230 poäng i en FITA-omgång.

Poänggränsen måste uppnås mellan den 2 juli 2011 (från och med världsmästerskapen 2011 utomhus) och 1 juli 2012 på en godkänd FITA-tävling.

## Sammanfattning
| Nation           | Herrar       | Herrar | Damer        | Damer | Totalt    |
| Nation           | Individuellt | Lag    | Individuellt | Lag   | Deltagare |
| ---------------- | ------------ | ------ | ------------ | ----- | --------- |
| Australien       | 1            |        | 1            |       | 2         |
| Kanada           | 1            |        |              |       | 1         |
| Chile            |              |        | 1            |       | 1         |
| Danmark          |              |        | 3            | X     | 3         |
| Fiji             | 1            |        |              |       | 1         |
| Frankrike        | 3            | X      | 1            |       | 4         |
| Georgien         |              |        | 1            |       | 1         |
| Hongkong         | 1            |        |              |       | 1         |
| Indien           | 1            |        | 3            | X     | 4         |
| Indonesien       |              |        | 1            |       | 1         |
| Italien          | 3            | X      | 3            | X     | 6         |
| Iran             | 1            |        |              |       | 1         |
| Japan            | 1            |        | 1            |       | 2         |
| Kina             | 3            | X      | 3            | X     | 6         |
| Kinesiska Taipei | 1            |        | 3            | X     | 4         |
| Luxemburg        | 1            |        |              |       | 1         |
| Malaysia         | 3            | X      | 1            |       | 4         |
| Mexiko           | 3            | X      |              |       | 3         |
| Mongoliet        | 1            |        | 1            |       | 2         |
| Nordkorea        |              |        | 1            |       | 1         |
| Norge            | 1            |        |              |       | 1         |
| Polen            |              |        | 1            |       | 1         |
| Ryssland         |              |        | 3            | X     | 3         |
| Samoa            |              |        | 1            |       | 1         |
| Spanien          | 1            |        |              |       | 1         |
| Storbritannien   | 3            | X      | 3            | X     | 6         |
| Sydkorea         | 3            | X      | 3            | X     | 6         |
| Thailand         | 1            |        |              |       | 1         |
| Ukraina          | 3            | X      | 3            | X     | 6         |
| USA              | 3            | X      | 1            |       | 4         |
| Belarus          |              |        | 1            |       | 1         |
| Totalt: 31 NOK:s | 40           | 12     | 40           | 12    | 80        |

## Kvalificeringsprocess
| Tävling                       | Datum              |            |
| ----------------------------- | ------------------ | ---------- |
| Världsmästerskapen 2011       | 2-10 juli 2011     | Turin      |
| Asiatiska mästerskapen 2011   | 19-25 oktober 2011 | Teheran    |
| Oceaniska mästerskapen 2012   | 1-2 januari 2012   | Wellington |
| Afrikanska mästerskapen 2012  | 12-16 mars 2012    | Rabat      |
| Amerikanska mästerskapen 2012 | 17-22 april 2012   | Medellin   |
| Europamästerskapen 2012       | 21-26 maj 2012     | Amsterdam  |
| Slutlig kvalturnering         | 18-24 juni 2012    | Ogden      |

## Herrar
| Tävling                           | Spelplats  | Deltagare per NOK | Totalt | Kvalificerade nationer                                                 |
| --------------------------------- | ---------- | ----------------- | ------ | ---------------------------------------------------------------------- |
| Värdnation                        | -          | 3                 | 3      | Storbritannien                                                         |
| Världsmästerskapen, lag           | Turin      | 3                 | 24     | Sydkorea Mexiko USA Frankrike Ukraina Kina Italien Malaysia            |
| Världsmästerskapen, individuellt  | Turin      | 1                 | 8      | Kanada Spanien Indien Japan Luxemburg Mongoliet Norge Kinesiska Taipei |
| Asiatiska mästerskapen            | Teheran    | 1                 | 3      | Iran Thailand Hongkong                                                 |
| Oceaniska mästerskapen            | Wellington | 1                 | 2      | Australien Fiji                                                        |
| Amerikanska mästerskapen          | Medellin   | 1                 | 3      |                                                                        |
| Europamästerskapen                | Amsterdam  | 1                 | 3      |                                                                        |
| Afrikanska mästerskapen           | Rabat      | 1                 | 2      |                                                                        |
| Slutlig kvaltävling, lag          | Ogden      | 3                 | 9      |                                                                        |
| Slutlig kvaltävling, individuellt | Ogden      | 1                 | 4      |                                                                        |
| Trepartskommissionen              | TBD        | 1                 | 3      |                                                                        |
| TOTALT                            |            |                   | 64     |                                                                        |

## Damer
| Tävling                           | Spelplats  | Deltagare per NOK | Totalt | Kvalificerade nationer                                                 |
| --------------------------------- | ---------- | ----------------- | ------ | ---------------------------------------------------------------------- |
| Värdnation                        | -          | 3                 | 3      | Storbritannien                                                         |
| Världsmästerskapen, lag           | Turin      | 3                 | 24     | Sydkorea Ukraina Indien Italien Kinesiska Taipei Ryssland Kina Danmark |
| Världsmästerskapen, individuellt  | Turin      | 1                 | 8      | Belarus Chile Frankrike Georgien Japan Polen Nordkorea USA             |
| Asiatiska mästerskapen            | Teheran    | 1                 | 3      | Indonesien Mongoliet Malaysia                                          |
| Oceaniska mästerskapen            | Wellington | 1                 | 2      | Australien Samoa                                                       |
| Amerikanska mästerskapen          | Medellin   | 1                 | 3      |                                                                        |
| Europamästerskapen                | Amsterdam  | 1                 | 3      |                                                                        |
| Afrikanska mästerskapen           | Rabat      | 1                 | 2      |                                                                        |
| Slutlig kvaltävling, lag          | Ogden      | 3                 | 9      |                                                                        |
| Slutlig kvaltävling, individuellt | Ogden      | 1                 | 4      |                                                                        |
| Trepartskommissionen              | TBD        | 1                 | 3      |                                                                        |
| TOTALT                            |            |                   | 64     |                                                                        |